# روکامونته‌پیانو
روکامونته‌پیانو (به ایتالیایی: Roccamontepiano) یک کومونه در ایتالیا است که در استان کییتی واقع شده‌است. روکامونته‌پیانو ۱۸٫۱۰ کیلومتر مربع مساحت و ۱٬۸۷۳ نفر جمعیت دارد و ۵۰۰ متر بالاتر از سطح دریا واقع شده‌است.